# Хатчисон, Александр
Александр Хатчисон (фр. Alexander Cowper Hutchison; 1838 — 1922) — канадский архитектор, работавший в Монреале ( провинция Квебек, Канада). Некоторое время был мэром города Уэстмаунт.

## Биография
Родился в Монреале 2 апреля 1838 года. Его брат Джордж Хатчисон (1846—1903) — тоже был архитектором.
С 12 лет учился отцовскому ремеслу каменотёса. Позднее поступил в монреальский Mechanic Institute.
Некоторое время работал в Монреале. В 1860 году его семья переехала в Оттаву, где его отец принимал участие в строительстве здания канадского парламента. В этой работе принимал участие и Александр. Затем он вернулся в Монреаль, где преподавал архитектуру и технический рисунок в  Mechanic Institute. 

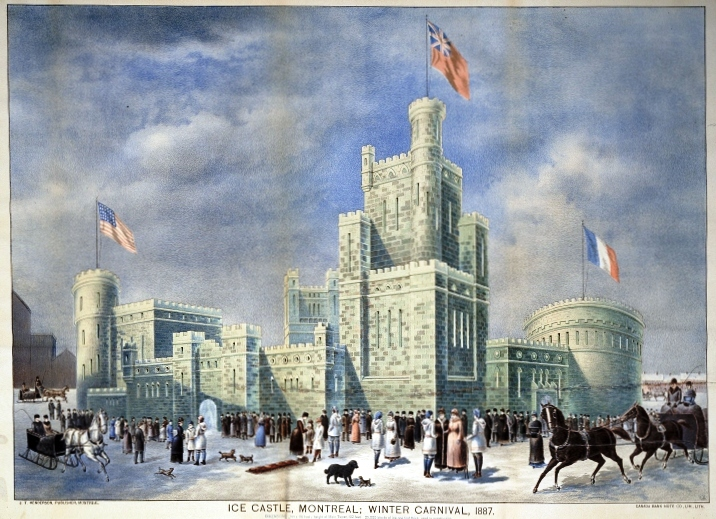
Монреальский карнавальный дворец из льда, 1887 год

В 1865 году Хатчисон основал свое собственное агентство Hutchison and Steel, которое позже стало известным под названием Hutchison and Wood. Свою первую крупную архитектурную работу начал в 1870 году, подготовив проект ратуши Монреаля вместе с Анри-Морисом Перро. 
С 1865 по 1890 Александр Хатчисон работал в сотрудничестве с британским архитектором A. D. Steel.
Умер 1 января 1922 года (по другим данным 31 декабря 1921 года) в Монреале. Был похоронен на кладбище Cimetière Mont-Royal города Outremont, провинция Квебек.
Является автором многих архитектурных сооружений. Одним из интересных и значимых для культуры Монреаля явился проект Монреальского карнавального дворца выполненный Александром Хатчисоном из льда.
В 1990 году, когда отмечалась сотая годовщина ассоциации Орден архитектуры Квебека, одна из улиц Монреаля была названа именем Александра Хатчисона. Расположена она в монреальском районе Rivière-des-Prairies–Pointe-aux-Trembles.